# Анхимово (Ленинградская область)
Анхимово — деревня в Шугозёрском сельском поселении Тихвинского района Ленинградской области.

## История

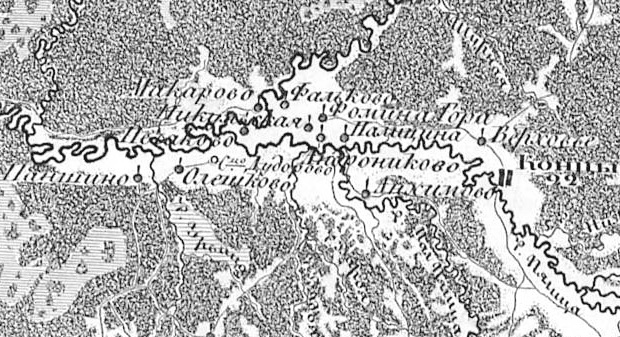
Деревня Анхимово на семитопографической карте Новгородской губернии 1847 года

АНХИМОВО — деревня Андронниковского общества, прихода Пашеозерского погоста.

Крестьянских дворов — 7. Строений — 13, в том числе жилых — 8.

Число жителей по семейным спискам 1879 г.: 13 м. п., 13 ж. п.; по приходским сведениям 1879 г.: 15 м. п., 16 ж. п.

В конце XIX — начале XX века деревня административно относилась к Лукинской волости 2-го земского участка 2-го стана Тихвинского уезда Новгородской губернии.

АНХИМОВО — деревня Андронниковского общества, дворов — 7, жилых домов — 7, число жителей: 18 м. п., 23 ж. п.
 
Занятия жителей — земледелие, лесные заработки. Тихвинский почтовый тракт. Река Пяльица. (1910 год)

По сведениям на 1 января 1913 года в деревне было 42 жителя из них детей в возрасте от 8 до 11 лет — 6 человек.
Согласно карте Ленинградской области Северо-западного аэрогеодезического треста ГГУ издания 1932 года деревня насчитывала 5 крестьянских дворов. В деревне находилась мукомольная водяная мельница:
| Внешние изображения | Внешние изображения                 |
| ------------------- | ----------------------------------- |
|                     | Деревня Анхимово на карте 1932 года |

По данным 1933 года деревня Анхимово входила в состав Пяльинского сельсовета Капшинского района Ленинградской области.
По данным 1966 и 1973 годов деревня Анхимово также входила в состав Пяльинского сельсовета.
По данным 1990 года деревня Анхимово входила в состав Шугозёрского сельсовета.
В 1997 году в деревне Анхимово Шугозёрской волости проживали 3 человека, в 2002 году — также 3 (все русские).
В 2007 году в деревне Анхимово Шугозёрского СП проживал 1 человек, в 2010 году — также 1.

## География
Деревня расположена в северо-восточной части района на автодороге 41К-926 (Андронниково — Анхимово).
Расстояние до административного центра поселения — 23 км.
Расстояние до ближайшей железнодорожной станции Тихвин — 86 км.
Деревня находится на правом берегу реки Малая Пяльица.

## Демография
| 2007 | 2010 | 2017 |
| ---- | ---- | ---- |
| 1    | →1   | →1   |

Согласно данным Всероссийской переписи населения 2021 года в деревне постоянного населения не было.

## Улицы
Медовая.